# Bahnstrecke Brackett Junction–Grays Farm
| Streckenlänge: | 11½ km              |                                   |                                   |
| Spurweite: | 610 mm (2-Fuß-Spur) |                                   |                                   |
| Zweigleisigkeit: | –                   |                                   |                                   |
| |                     |                                   |                                   |
| Gesellschaft: | SR&RL               |                                   |                                   |
| \| \| \| von Madrid Junction \| \| \| \| 0 \| Brackett Junction ME \| Brackett Junction ME \| \| \| \| nach Number 6 \| \| \| \| 5½ \| Madrid ME \| Madrid ME \| \| \| 8 \| Sandy River ME \| Sandy River ME \| \| \| 11½ \| Grays Farm ME (auch Littlefields) \| Grays Farm ME (auch Littlefields) \| |                     |                                   |                                   |
| Strecke (außer Betrieb) |                     | von Madrid Junction               | von Madrid Junction               |
| Dienststation / Betriebs- oder Güterbahnhof (Strecke außer Betrieb) | 0                   | Brackett Junction ME              | Brackett Junction ME              |
| Abzweig geradeaus und nach links (Strecke außer Betrieb) |                     | nach Number 6                     | nach Number 6                     |
| Dienststation / Betriebs- oder Güterbahnhof (Strecke außer Betrieb) | 5½                  | Madrid ME                         | Madrid ME                         |
| Dienststation / Betriebs- oder Güterbahnhof (Strecke außer Betrieb) | 8                   | Sandy River ME                    | Sandy River ME                    |
| Betriebs-/Güterbahnhof Streckenende (Strecke außer Betrieb) | 11½                 | Grays Farm ME (auch Littlefields) | Grays Farm ME (auch Littlefields) |

Die Bahnstrecke Brackett Junction–Grays Farm ist eine Eisenbahnstrecke in Maine (Vereinigte Staaten). Sie ist rund 11,5 Kilometer lang. Die Strecke war in der Spurweite von zwei Fuß (610 mm) gebaut und ist vollständig stillgelegt.
Nach Eröffnung der Strecke Phillips–Rangeley durch die Phillips and Rangeley Railroad 1890 entstand der Wunsch, einige Holzfällercamps am südlichen Arm des Sandy River an die Bahn anzubinden. Aus diesem Grund wurde 1902 die Madrid Railroad gegründet. Sie baute eine Strecke nach Weld Township sowie die Zweigstrecke von Brackett Junction aus nordwestwärts. Die Strecke ging am 11. Mai 1903 zunächst bis Madrid in Betrieb. Die Betriebsführung oblag von Anfang an der Phillips&Rangeley. 1908 übernahm die Sandy River and Rangeley Lakes Railroad die Bahn, die ihrerseits von 1911 bis 1923 in Besitz der Maine Central Railroad war. 1911 wurde die Strecke um weitere sechs Kilometer bis Grays Farm verlängert.
Die Strecke diente hauptsächlich dem Abtransport von Holz sowie dem Transport der Holzfäller zu den jeweiligen Camps. Am 8. Juli 1932 stellte die Bahngesellschaft den Gesamtbetrieb auf ihrem Streckennetz ein. Ein Teil der Strecken wurde zwar im darauffolgenden Jahr wiedereröffnet, die Strecken der Madrid Railroad jedoch nicht. Die Bahnstrecke Brackett Junction–Grays Farm wurde 1934 abgebaut.